# بزدیکوف (ناحیه روکیتسانی)
بزدیکوف (به چکی: Bezděkov) یک منطقهٔ مسکونی در جمهوری چک است که در ناحیه روکیتسانی واقع شده‌است. بزدیکوف ۱۱۸ نفر جمعیت دارد.